# Rue de Villiers
Ne doit pas être confondu avec Avenue de Villiers.
La rue de Villiers est une voie des Hauts-de-Seine qui délimite les communes françaises de Levallois-Perret et de Neuilly-sur-Seine.

## Situation et accès

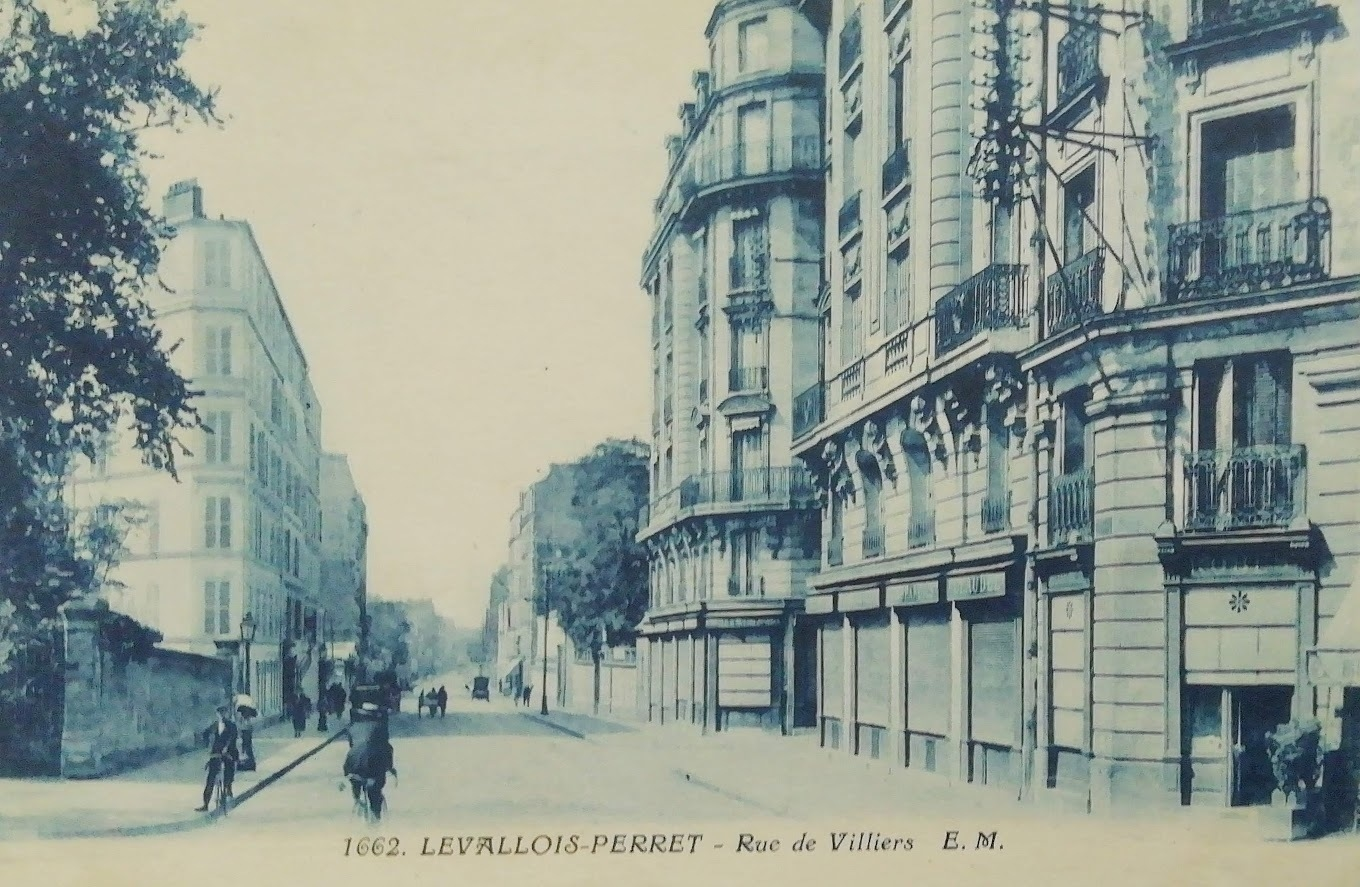
La rue sur une photographie ancienne.

Cette rue commence au carrefour Bineau, en prolongeant l'avenue de la Porte-de-Villiers.
Elle forme le départ de la rue Louis-Rouquier, de la rue Aristide-Briand et de la rue Voltaire, à Levallois-Perret.
Passant par la place de la Libération, elle croise le boulevard du Château (côté Neuilly) prolongé par la rue Paul-Vaillant-Couturier (côté Levallois) anciennement rue Gide.
Elle se termine au bord de la Seine, à la rencontre du Boulevard Bourdon et du quai Charles-Pasqua, anciennement quai Michelet.
Cette rue délimite Neuilly-sur-Seine (numéros impairs) et Levallois-Perret (numéros pairs). La circulation est à double sens.

## Origine du nom
Son nom renvoie au fait qu'elle reliait le village de Villiers-la-Garenne à Paris, notamment par l'ancienne porte de Villiers de l'enceinte de Thiers.

## Bâtiments remarquables et lieux de mémoire

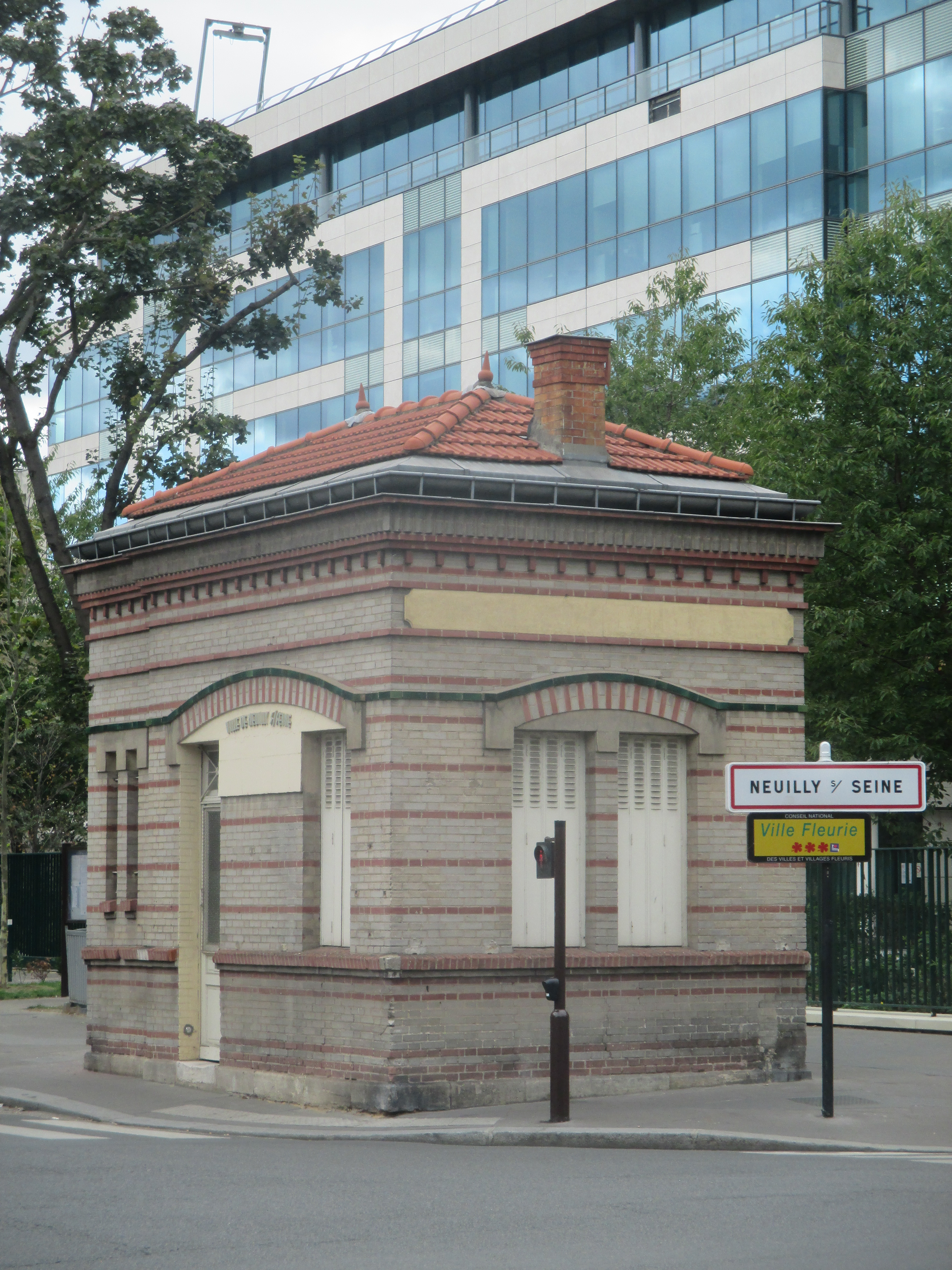
L'octroi de Neuilly en 2015.

- À l'angle du boulevard du Château se trouve un bâtiment d'octroi.
- No 61-63 : immeuble de bureaux Crystal Park.
- Square Jean-Pierre-Gratzer.
- Bâtiment historique du Hertford British Hospital, ouvert en 1879[2].
- Direction générale de la Sécurité intérieure.
- École des hautes études en sciences de l'information et de la communication - Celsa.
- Square René-Cassin.